# Castell de la Talaia
El Castell de la Talaia o de Villena (en castellà Castillo de la Atalaya), s'alça sobre un contrafort de la serra de Sant Cristòfol o de la Vila, a la ciutat de Villena (Alt Vinalopó, País Valencià), pròxim a la línia de separació amb la província d'Albacete i domina l'antiga línia fronterera entre Castella i Aragó.

## Història

### Dels orígens al Marquesat

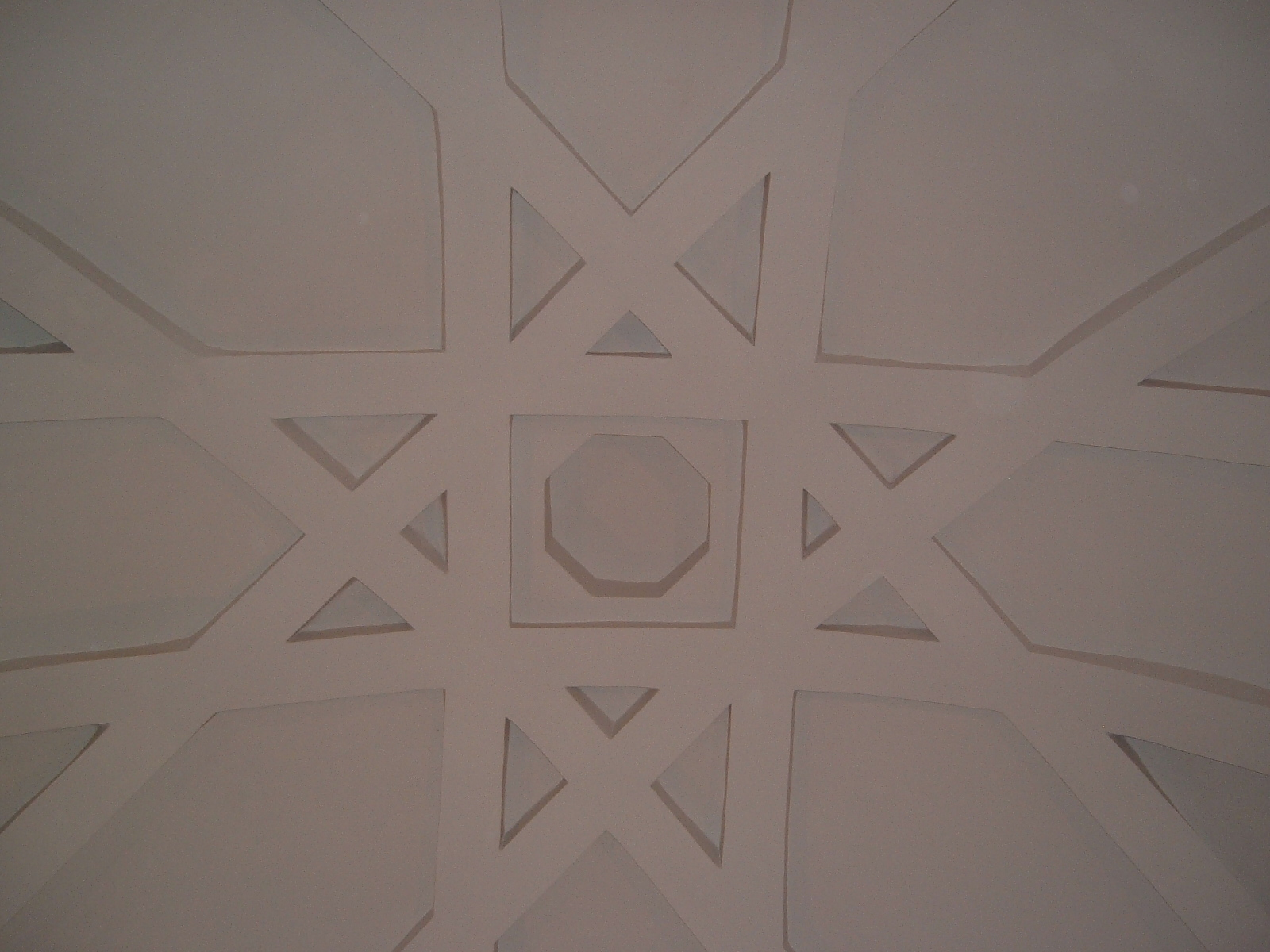
Cúpula almohade al sostre de la primera habitació de la torre de l'homenatge, una de les poques mostres, junt amb les del castell de Biar, de arcos d'este tipus emprats en edificis militars

Va ser construir pels àrabs en data desconeguda, encara que no després del segle xiii, ja que les fonts àrabs ja l'esmenten el 1172. S'ha especulat molt sobre la possibilitat que la fortalesa s'aixeque sobre una fortificació o vil·la romana anterior, encara que l'arqueologia no ha posat llum sobre este assumpte.
Fou una important plaça fort dels musulmans, i mostra de la seua robustesa és que les tropes de Jaume I hagueren d'assetjar-lo tres vegades per aconseguir de prendre'l, finalment, el 1240, amb un exèrcit aragonès format pels cavallers de l'orde de Calatrava, amb mercenaris almogàvers, comanats per Ruy Pérez Ponce de León, comenador d'Alcanyís. Aquestes incursions suposaven una violació del Tractat de Cazola, segons el qual, Villena pertanyia a l'àmbit de conquesta castellana. Passaria definitivament a mans castellanes en virtut del Tractat d'Almizra. Primer es donà en tinença als cavallers de Calatrava, però prompte passà al poder de l'infant Joan Manuel de Borgonya i de Suàbia en ser nomenat senyor de Villena. Després, va passar a mans del seu fill, l'insigne escriptor Joan Manuel de Castella, qui es casà amb la infanta Constança d'Aragó i d'Anjou, filla de Jaume el Just a l'edat de 6 anys, i la tingué reclosa al castell fins que arribà als dotze anys i pogué consumar el matrimoni. L'estada de Constança obligà a Joan Manuel a efectuar reformes per millorar la seguretat de la plaça. Mentre residia a Villena, les seues principals ocupacions foren la literatura i la caça, molt abundant en aquella època segons ell mateix relata:
| « | I Villena té el millor lloc de totes les caces que en tot el Regne de Múrcia. I encara diu en Joan que pocs llocs véu ell mai tan bo de totes les caces, car de dalt de l'alcàsser vorà hom caçar garces i ànecs i grues amb falcons i amb astors i perdius i codornius i a altres aus les diuen flamencs que són molt belles aus i molt lleugeres per caçar sinó perquè són molt graus de treure de l'aigua car mai són sinó a una molt gran llacuna d'aigua salada; i llebres i conills. Endemés, de l'alcàsser mateix veuran córrer munts de porcs senglars i de cérvols i de cabres salvatges. I diu en Joan que totes aquestes caces feu ell anant a ull de l'alcàsser, i diu que tan a prop matava els porcs senglas que de l'alcàsser podia molt bé conéixer per cara al que abans arribava a ell. I diu que sinó perquè hi ha moltes àguiles i que a llocs de l'horta hi ha molt roïns passos, que ell diria que era el millor lloc de caça que ell mai no vera. | » |

Després de la casa dels Manueles, fou Alfons IV de Ribagorça el posseïdor de la fortalesa, en ser nomenat primer marqués de Villena. Si hi havia restes del pas del primer marqués pel castell, Joan Pacheco, segon marqués de Villena, s'encarregà de fer-los desaparéixer. A ell es deuen els revestiments dels murs, el segon llenç de muralles i els cossos trecer i quart de la torre, que convertiren la fortalesa en un castell-palau. El 1476, encoratjat pels Reis Catòlics, el poble de Villena s'alçà contra el marqués Diego López Pacheco en un aldarull que valgué la vida de milers de jueus i conversos que van refugiarse al castell. Des d'aleshores, ni la ciutat ni el castell eixiren dels dominis reials, i el marquesat quedà convertir en títol honorífic.

### Edat Contemporània
La fortalesa tingué un important paper a les Germanies, ja que s'hi va refugiar el virrey Diego Mendoza en haver sigut derrotat a Gandia, i d'ací partiren les tropes per arrabassar el poder dels sublevats a la ciutat de València. També fou escenari important a la Guerra de Successió Espanyola, quan 50 homes fidels als borbons suportaren un setge de 8 dies dels austriacs, als qui, finalment, feren alçar el setge. Este fet li valgué el títol de Fidelísima, que afegí als que ja posseïa de Muy Noble y Muy Leal.
Fins i tot ja a la Guerra del Francés fou el castell de la Talaia punt estratègic, fet pel qual ordenà el mariscal Louis Gabriel Suchet volar les cobertes de la torre mestra, incloent gran part de les dues voltes almohades, que, amb les del castell de Biar, són unes de les més antigues d'Espanya i de tot el Magreb.

## Estructura

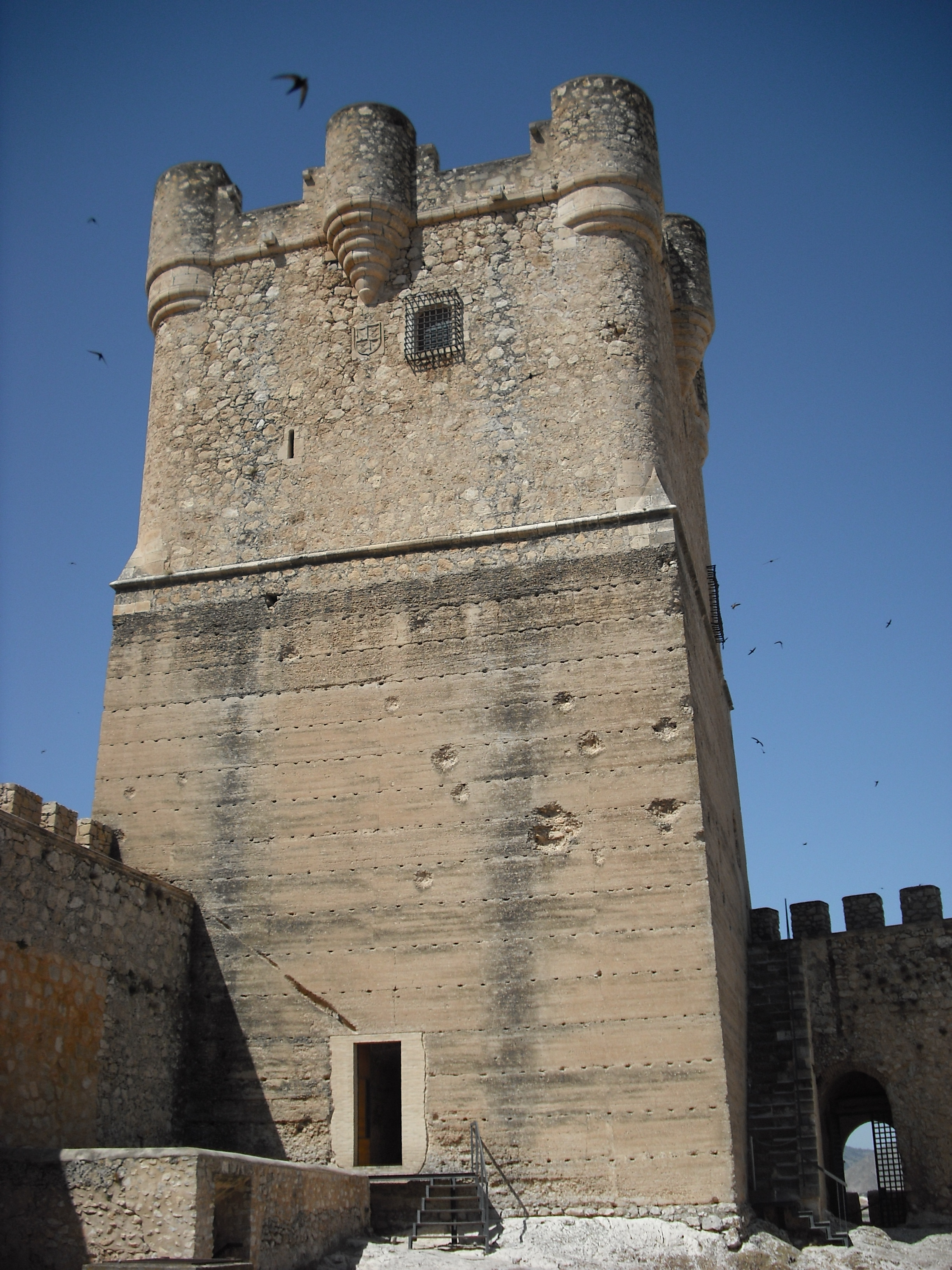
Torre mestra des de la plaça d'armes, amb l'aljub avall a l'esquerra.

El recinte és de planta poligonal i disposa de torres cúbiques en els angles, excepte en un, on es localitza la torre de l'homenatge. L'edifici està envoltat per una muralla jalonada per torres. Les torres i els murs són rematats per merlets rectangulars.
La torre de l'homenatge, de planta quadrangular, és l'estructura més característica de l'edifici i destaca i s'eleva per sobre de la resta del conjunt. En els angles i a la meitat dels murs disposa de garites, que li donen a la construcció un aspecte més defensiu. En els seus gruixuts murs s'obrin algunes obertures.
Entre altres aspectes dignes d'esment destaquen, els diferents sistemes per a cobrir les estades de la torre de l'homenatge. La primera planta es cobreix amb arcs de ferradura que s'entrecreuen. El segon pis destaca per la seva curiosa coberta amb arcs entrecreuats. La tercera planta té coberta de fusta i la quarta, volta de canó.

## Protecció
Fou declarat Monument Històric-Artístic el 1931. A més, ha estat restaurat en diverses ocasions, pel que en l'actualitat es troba en bon estat de conservació.

## En la cultura popular
En la rondalla d'Enric Valor anomenada Els guants de la felicitat, aquesta fortalesa hi apareix com la del marqués Bernat de Vilian i és un espai fonamental en el desenvolupament de la història.